# Центр обеспечения безопасности
Центр обеспечения безопасности (англ. Windows Security Center) — компонент Microsoft Windows, включенный в Windows XP (SP2 и позднее), Windows Vista и Windows 7. Представляет собой комплекс программного обеспечения по защите компьютера от сетевых атак, организации регулярного обновления Windows и мониторингу состояния установленного антивирусного ПО. В случае обнаружения дыры в безопасности компьютера предупреждает пользователя всплывающим сообщением. В Windows 7 переименован в «Центр поддержки» (Action Center), где, помимо всего прочего, добавлены функции обслуживания системы.

## Обзор
Windows Security Center состоит из трёх главных компонентов: панели управления службами, собственно системных служб Windows, и программного интерфейса, который основан на Windows Management Instrumentation.
Панель управления делит проверяемые параметры безопасности на 3 категории — автоматическое обновление Windows, и детекторы состояния Антивируса и Брандмауэра. В Windows Vista добавлены категории контроля User Account Control и состоянием Anti-Malware программы. Категории с синим или зелёным фоном работают нормально. Желтый фон указывает на ослабленные параметры безопасности данной категории. Красный фон указывает на то, что категория отключена или неработоспособна.
Текущее состояние этих категорий определяется системной службой Windows под названием «Security Center». Как и другие службы, она стартует автоматически при загрузке операционной системы.
Антивирусы и брандмауэры сторонних производителей регистрируются в Центре Безопасности с помощью WMI-провайдера. В Windows XP и более поздние выпуски и в Windows Vista добавлены функции Windows API, которые позволяют проверять статус Центра Безопасности, и получать уведомления, если он изменится. Это дает возможность приложениям проверять состояние безопасности компьютера для обеспечения работоспособности своих функций. Например, многопользовательская компьютерная игра может проверить, включен ли брандмауэр и разрешено ли ей инициировать или принимать TCP/IP-соединения. В случае отрицательного ответа брандмауэра можно, например, уведомить пользователя о причине отказа в соединении и выдать справку о настройке систем безопасности.

## История версий

### Windows XP SP2

Центр обеспечения безопасности под Windows XP Service Pack 2.

В ходе маркетинговой кампании 2003 года, направленной на повышение осведомленности о безопасности, Microsoft из бесед с клиентами пришла к выводу, что пользователи недостаточно озабочены безопасностью своих систем. Поэтому Microsoft приняла решение включить новую возможность в Windows XP Service Pack 2, которая позволит уведомлять пользователя о состоянии наиболее важных функций безопасности. Первая версия контролирует работу Windows Update, Windows Firewall и антивирусного ПО. Производители брандмауэров и антивирусных программ могут интегрировать своё ПО, используя Windows Security Center API.

### Windows Vista
В Windows Vista добавлена поддержка антиspyware-программ (по умолчанию используется Windows Defender, но можно использовать любое другое ПО), проверка состояния User Account Control и настроек безопасности Internet Explorer. Другая особенность версии под Windows Vista — возможность показывать логотипы сторонних программ, контролируемых «Центром обеспечения безопасности».
В отличие от Windows XP, в бета-версиях Windows Vista «Центр обеспечения безопасности» было невозможно отключить или перенастроить. Производитель антивирусного ПО Symantec выступил против этого, поскольку в этом случае пользователь получал бы оповещения и от «Центра обеспечения безопасности», и от Symantec’s tools одновременно, что создало бы им дополнительные неудобства. McAfee, другой крупный поставщик антивирусного ПО, поддержал эти требования, и Microsoft была вынуждена сделать «Центр обеспечения безопасности» отключаемым в финальной версии Vista.

### Windows 7

Центр поддержки под Windows 7.

В Windows 7 «Центр обеспечения безопасности» переименован в «Центр поддержки» («Action Center» в английских версиях Windows). Помимо безопасности, Центр Поддержки следит за обслуживанием компьютера.

## Критика
Несмотря на то, что «Центр обеспечения безопасности» пропагандируются корпорацией Майкрософт в качестве важного шага в безопасности Windows, его постоянно критикуют по различным причинам. Так, PC Magazine создал серию статей «Windows XP SP2 Security Center Spoofing Threat», в которой описана уязвимость, позволяющая изменить состояние безопасности на клиентских системах при доступе к данным, инфицировать систему, превратить компьютер в зомби для рассылки спама или иных целей. Надо заметить, что вредоносному ПО для осуществления этих действий требуются административные привилегии.